# North Carolina (Schiff, 1941)
Die USS North Carolina (BB-55) war ein Schlachtschiff der United States Navy und das Typschiff der North-Carolina-Klasse. Sie war der erste Schlachtschiffneubau der US-Marine 13 Jahre nach der Fertigstellung der West Virginia 1923. Die North Carolina diente von 1941 bis 1947 in der US Navy und wurde während des Zweiten Weltkriegs auf dem pazifischen Kriegsschauplatz eingesetzt. Sie nahm an nahezu allen größeren Einsätzen der US Navy im Pazifik teil. Seit 1962 liegt sie als Museumsschiff am Ufer des Cape Fear River in Wilmington, North Carolina.

## Technik
Für weitere Informationen siehe North-Carolina-Klasse#Technik
Die North Carolina war das erste Schiff einer völlig neuen Generation von Schlachtschiffen, die sich aufgrund der langen Baupause durch den Washingtoner Flottenvertrag von den Vorgängern massiv unterschieden. Sie ist 222,1 Meter lang, 33 Meter breit und hat bei einer Verdrängung von 36.600 Tonnen einen Tiefgang von 8,1 Metern. Der Antrieb erfolgte durch vier General Electric-Getriebeturbinen, die ihre Gesamtleistung von 121.000 PS an vier Propeller abgaben. Die Höchstgeschwindigkeit betrug 27,3 Knoten, die Reichweite lag bei 14.200 Seemeilen bei einer Marschgeschwindigkeit von 15 Knoten.
Bewaffnet war die North Carolina mit neun Geschützen im Kaliber 16 Zoll (406 mm), Kaliberlänge 45. Die Geschütze waren in drei Drillingstürmen untergebracht, zwei Türme befanden sich auf dem Vorschiff, einer auf dem Achterdeck. Die Mittelartillerie bestand aus 20 Geschützen im Kaliber 5 Zoll (127 mm), Kaliberlänge 38, die in zehn Doppeltürmen beidseits der Aufbauten montiert waren. Als Flugabwehrbewaffnung verfügte die North Carolina bei Indienststellung über vier 1,1-Zoll-Flakvierlinge sowie 12 .50 cal-Maschinengewehre. Erstere erwiesen sich als unzuverlässig, letztere als zu leicht, um Flugzeuge effektiv bekämpfen zu können. Die 1,1-Zoll-Vierlinge wurden durch 40-mm-Geschütze ersetzt, die Maschinengewehre durch 20-mm-Maschinenkanonen. Gegen Kriegsende verfügte das Schiff über 15 40-mm-Vierlinge und 36 20-mm-Geschütze.

## Geschichte

### Bau und Indienststellung

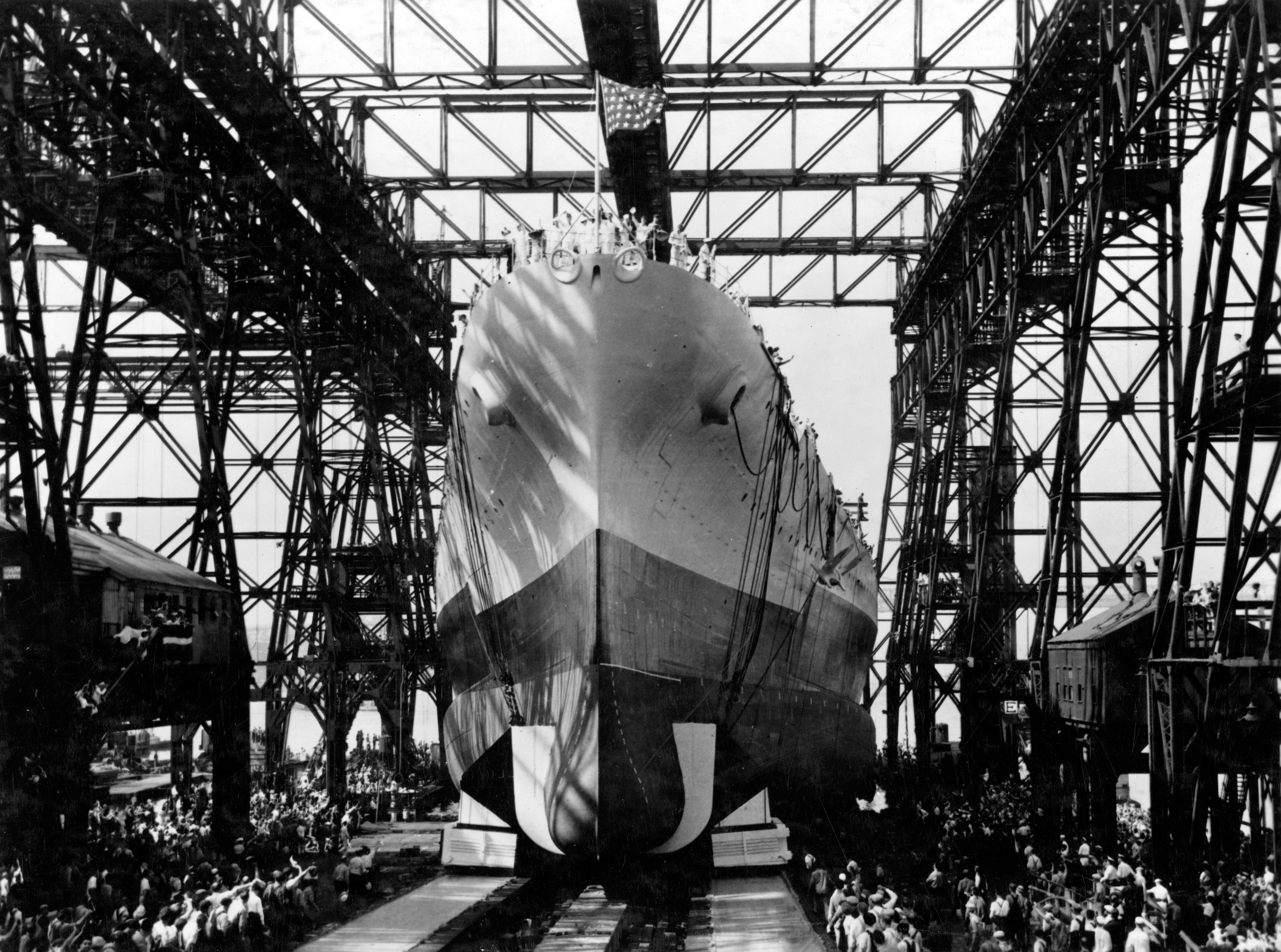
Stapellauf der North Carolina, 13. Juni 1940

Die Planungen für die ersten Schlachtschiffneubauten nach den Bedingungen des Washingtoner Flottenabkommens begannen 1933. Am 3. Juni 1936 genehmigte der Kongress der Vereinigten Staaten den Bau des Schlachtschiffs. Am 27. Oktober 1937, dem Navy Day, erfolgte die Kiellegung im Brooklyn Navy Yard. Nach drei Jahren und acht Monaten Bauzeit erfolgte am 13. Juni 1940 die Schiffstaufe durch die Tochter des Gouverneurs von North Carolina Clyde Hoey, Miss Isabel Young Hoey. Anschließend lief das Schiff vom Stapel. Zehn Monate später, am 9. April 1941, wurde die North Carolina unter dem Kommando von Captain Olaf M. Hustvedt in Dienst gestellt. Der Bau des Schlachtschiffes hatte 76.885.750 US-Dollar gekostet.
Als erstes neu in Dienst gestelltes Schlachtschiff der US-Marine erfuhr die North Carolina schon während der Ausrüstungsarbeiten eine so große Aufmerksamkeit, dass sie bald ihren Spitznamen „Showboat“ erhielt. Während der Erprobung wurde festgestellt, dass die Antriebsanlagen bei schneller Fahrt starke Vibrationen hervorriefen, die einige Decks nahezu unbewohnbar machten und drohten, die empfindlichen Radaranlagen zu zerstören. Die North Carolina erhielt als eines von 14 Schiffen die CXAM-1-Radaranlage der RCA. Die Erprobungsfahrten in der Karibik waren Anfang Dezember 1941 abgeschlossen, nach dem japanischen Angriff auf Pearl Harbor begannen die Vorbereitungen für den Kriegseinsatz des Schlachtschiffs.

### Südpazifik
Anfang Juni 1942 verließ die North Carolina Norfolk in Richtung Panamakanal. Am 10. Juni befand sich das Schlachtschiff nach der Durchquerung des Kanals zum ersten Mal im Pazifik. Am 11. Juli lief das Schlachtschiff in den Hafen von Pearl Harbor ein, es war das erste Schiff, das als Verstärkung für die Pazifikflotte aus den Vereinigten Staaten eintraf. Die Ankunft der North Carolina sorgte für eine erhebliche Steigerung der Moral bei der Pazifikflotte.

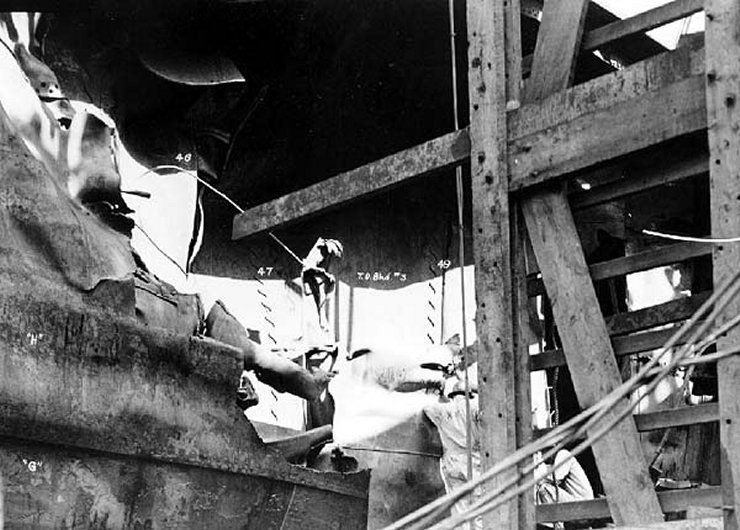
Schäden an der Backbordseite der North Carolina

Der erste Kampfeinsatz führte die North Carolina nach Guadalcanal. Am 7. August, zu Beginn der Schlacht um Guadalcanal, war sie das einzige Schlachtschiff, das die Flugzeugträger Saratoga, Enterprise und Wasp begleitete. Sie sicherte den Verband gegen feindliche Überwasserstreitkräfte und sorgte zudem für Luftabwehr. Während der Schlacht bei den Ost-Salomonen am 24. und 25. August hatte die North Carolina ihre Feuertaufe. Als die USS Enterprise am 24. August massiv von japanischen Flugzeugen angegriffen wurde, legte sie ein schützendes Sperrfeuer über die Enterprise. Die Enterprise erhöhte ihre Geschwindigkeit auf 30 Knoten, wodurch die North Carolina, die nur eine Höchstgeschwindigkeit von 27,3 Knoten hatte, nicht Schritt halten konnte und schließlich bis auf etwa 3.700 m zurückfiel. Dadurch lenkte sie die Aufmerksamkeit von schätzungsweise 16 Sturzkampfbombern, 12 hochfliegenden Bombern und 8 Torpedoflugzeugen auf sich, die das Schiff umgehend angriffen. Ihre Flakgeschütze eröffneten sofort ihr Feuer auf die anfliegenden japanischen Maschinen. Drei Nahtreffer rüttelten das Schiff durch, jedoch ohne beträchtlichen Schaden anzurichten. Später gab es weitere vier Nahtreffer an Backbord. Ungefähr zur gleichen Zeit überflogen acht Bomber unbeobachtet in 4,5 Kilometer Höhe das Schiff und warfen eine Salve schwerer Bomben zwischen der North Carolina und der Enterprise. Die North Carolina überstand das Gefecht unbeschadet, obwohl ein Mann durch ein beschießendes Flugzeug getötet wurde. Die Flugabwehr der North Carolina behauptete, zwischen 7 und 14 Flugzeuge abgeschossen zu haben, die Effektivität der Kanoniere blieb letztlich unklar. Der Marineanalytiker Norman Friedman hob die Effektivität der 5-Zoll-Kanonen an Bord der Enterprise und der North Carolina hervor, merkte aber an, dass das Schiff Schwierigkeiten hatte, Ziele mit seinem Feuerleitradar zu verfolgen, was auf eine Kombination aus schnellem Manövrieren zur Vermeidung von Angriffen, übermäßigen Vibrationen durch das Fahren mit hoher Geschwindigkeit und der Anzahl von freundlichen und feindlichen Flugzeugen in der Luft zurückzuführen war. Dieser Einsatz bewies die Tauglichkeit von schnellen Schlachtschiffen als Flugzeugträgereskorte. Am 15. September wurde das Schlachtschiff aber von einem Torpedo des japanischen U-Boots I-19 getroffen, das kurz zuvor den Flugzeugträger Wasp so schwer beschädigt hatte, dass er später versenkt werden musste. Die Explosion des Torpedos riss unterhalb des vorderen Geschützturms ein drei mal zehn Meter großes Loch in die Backbordseite. Trotz des Eindringens von fast 1000 Tonnen Wasser und einer Schlagseite von 5,5° blieb die North Carolina einsatzfähig und konnte mit 26 Knoten weiterhin die Hornet begleiten. Vier Tage später wurden in Tongatabu Notreparaturen durchgeführt, um das Schiff für die Überfahrt nach Hawaii hochseefest zu machen. Am 21. September lief es in Richtung Pearl Harbor aus, wo die North Carolina neun Tage später eintraf und am 10. Oktober in Trockendock der Pearl Harbor Naval Shipyard ging. Die endgültigen Reparaturen des Schadens waren am 9. November 1942 abgeschlossen.
Nach mehreren Manövern in hawaiischen Gewässern wurde das Schlachtschiff Mitte Dezember wieder für einsatzbereit erklärt und in das Seegebiet um die Salomonen verlegt. Dort sicherte es die Flugzeugträger Enterprise und Saratoga sowie Nachschub- und Truppentransporter im Seegebiet um Guadalcanal. Am 27. März lief die North Carolina erneut in Pearl Harbor ein, bis Ende April 1943 lag das Schiff im Dock. An Bord wurden zusätzlich Flugabwehrwaffen sowie aktuelle Radaranlagen installiert.

### Zentralpazifik
Am 8. Mai verließ die North Carolina zusammen mit dem britischen Flugzeugträger Victorious Hawaii, um die Saratoga, die zu diesem Zeitpunkt der einzige einsatzfähige amerikanische Träger im Pazifik war, bei der Sicherung der Invasionen von Bougainville, Munda, und New Georgia zu unterstützen. Diese Operation dauerte bis Ende Juli 1943, am 17. September lief das Schlachtschiff wieder in Pearl Harbor ein.

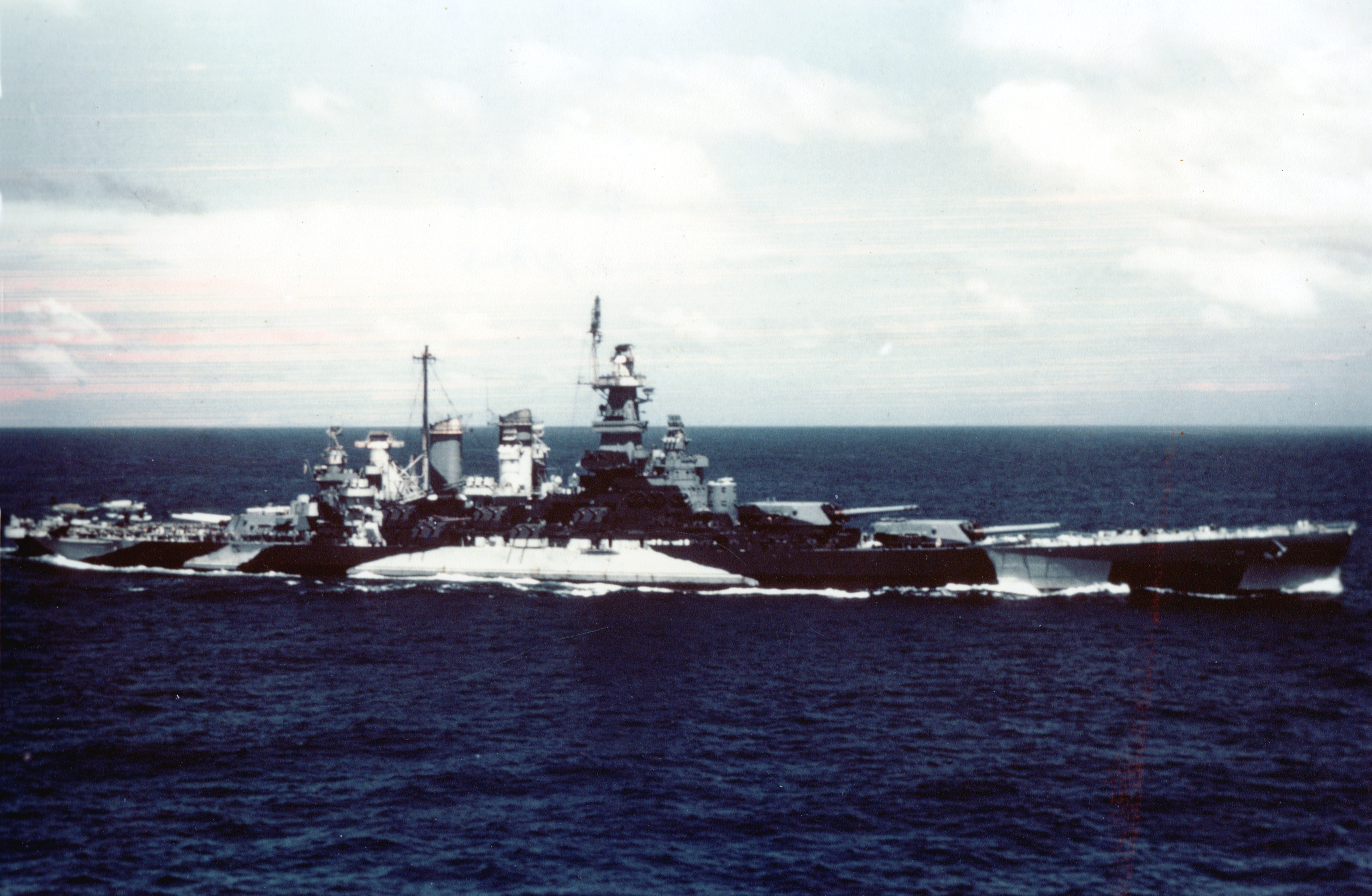
Die North Carolina im Seegebiet um die Gilbertinseln, November 1943

Am 10. November begann der nächste Einsatz, zusammen mit den Flugzeugträgern Enterprise, Yorktown, Lexington, Belleau Wood, Cowpens und Monterey, sowie den Schlachtschiffen Indiana und Massachusetts lief die North Carolina in Richtung der Gilbertinseln aus. Am 19. November wurde mit der Vorbereitung für die Landung der US-Marines auf Tarawa begonnen. Die Schlachtschiffe der Task Force 50 nahmen die Strände der Inseln unter Feuer, um den feindlichen Widerstand zu brechen. Am 5. Dezember lief der Verband aus dem Seegebiet um die Gilbertinseln ab und nahm Kurs auf Nauru, das am 8. Dezember von den Schlachtschiffen beschossen wurde. Am 12. Dezember liefen die Schiffe des Verbands in Havannah Harbor auf Efate, Neue Hebriden, ein, wo sie bis zum ersten Weihnachtstag blieben. Den Jahreswechsel 1943/1944 verbrachte der Verband bei Manövern auf See, Anfang Januar lag die North Carolina wieder in Havannah Harbor. Am 18. Januar verlegte die Task Group 37.1 mit den Schlachtschiffen North Carolina, Washington, South Dakota, Indiana und Massachusetts von Efatu nach Funafuti, wo am 20. Januar mit den Vorbereitungen für den Einsatz gegen Kwajalein begonnen wurde.

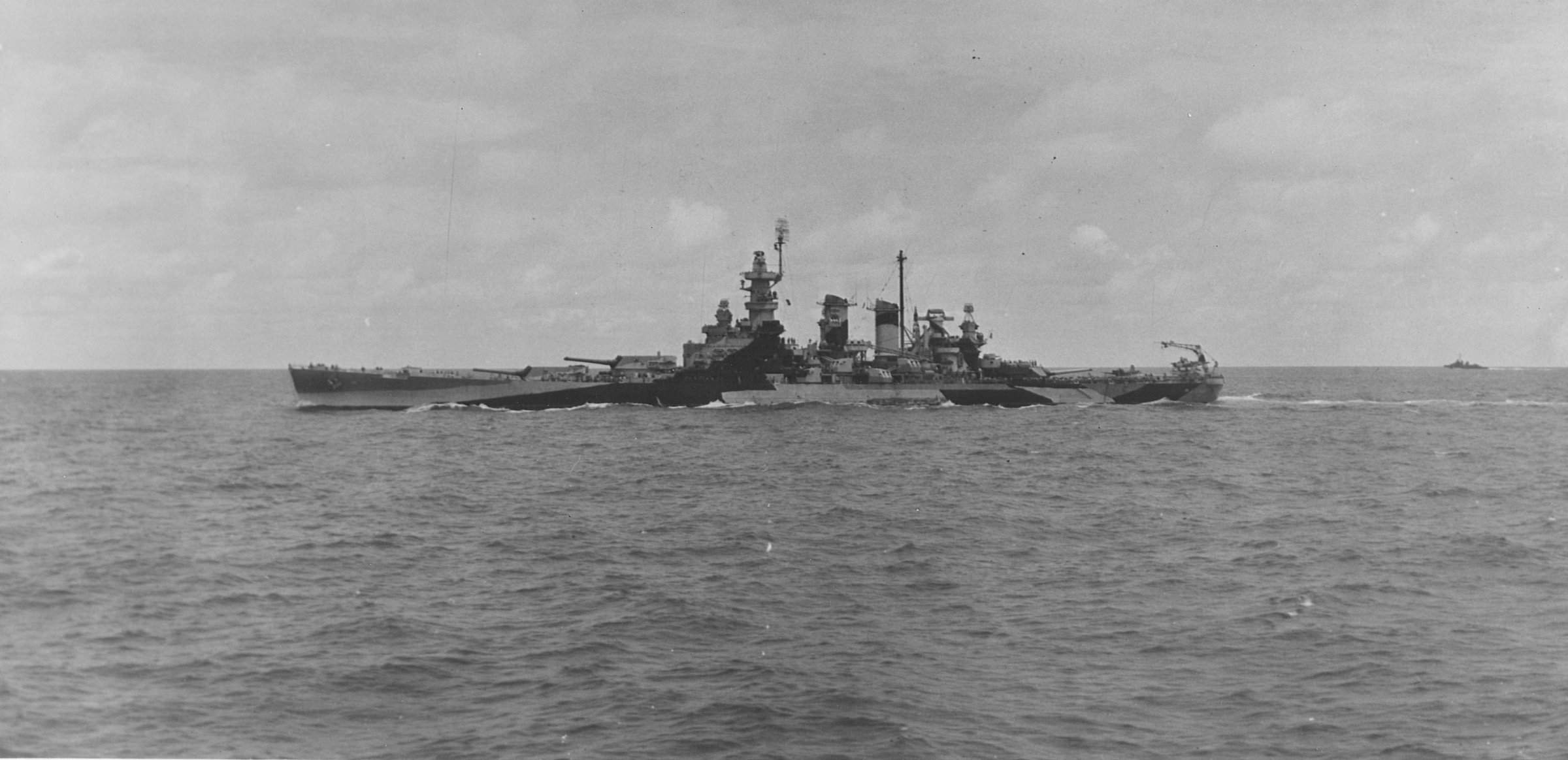
Die North Carolina am 25. Januar 1944, beim Anmarsch auf Kwajalein

Am 23. Januar verließ die North Carolina als Teil der Task Group 58.5 Funafuti in Richtung der Marshall-Inseln. Am 29. Januar starteten von den Flugzeugträgern der Task Force 58 die ersten Luftangriffe auf Kwajalein, um die zwei Tage später stattfindende Schlacht um Kwajalein vorzubereiten. Gegen Abend versenkte die North Carolina mit ihrer Hauptartillerie einen japanischen Frachter in der Lagune. Am Abend des 4. Februar lief das Schlachtschiff zusammen mit den anderen Schiffen der Fast Carrier Task Force im Majuro-Atoll ein. Am 12. Februar lief die Task Force erneut aus, diesmal in Richtung Truk, das vom 16. bis zum 18. Februar während der Operation Hailstone bombardiert wurde. Am 19. Februar setzte der Verband Kurs Richtung Nordost, drei Tage später begannen Luftangriffe gegen Saipan, Tinian und Guam. Am 26. Februar kehrte der Verband nach Majuro zurück.
Von dort aus lief die North Carolina zusammen mit der Task Force 50 am 16. März aus, um die Luftangriffe auf Palau und Woleai am 31. März und 1. April zu sichern. Am 6. April kehrte der Verband zu seinem Liegeplatz im Majuro-Atoll zurück. Eine Woche später begann ein weiterer Einsatz, dieser führte nach Neuguinea, wo Hollandia angegriffen wurde. Ende April sicherte das Schlachtschiff einen massiven Luftangriff gegen die japanische Basis auf Truk, am 4. Mai liefen die Schiffe wieder in Majuro ein. Da die Ruder des Schlachtschiffes beschädigt waren, lief die North Carolina am 14. Mai aus in Richtung Pearl Harbor, wo vom 19. bis zum 23. Mai während eines Trockendockaufenthaltes die Schäden behoben wurden. Anschließend kehrte das Schiff Ende Mai zum Majuro-Atoll zurück.
Am 6. Juni lief die North Carolina zusammen mit der Kampfgruppe um die Enterprise zu den Marianen aus. Dort sicherte sie nicht nur die Träger gegen Luftangriffe, sondern nahm auch Ziele auf Saipan mit ihrer Artillerie unter Beschuss. Ab dem 15. Juni lieferte sie dann für die auf der Insel gelandeten Truppen Feuerunterstützung. Drei Tage später lief das Schlachtschiff zusammen mit den Flugzeugträgern nach Süden ab, um sich der japanischen ersten mobilen Flotte zu stellen, daraus entwickelte sich am 19. und 20. Juni die Schlacht in der Philippinensee, die sich zu einer verheerenden Niederlage für die japanische Marine entwickelte. Anfang Juli sicherte die North Carolina dann Luftangriffe auf Guam, die die spätere Schlacht um Guam vorbereiteten. Am 7. Juli verließ das Schlachtschiff die Marianen und lief über Eniwetok und Hawaii in den Puget Sound, wo es am 1. August zu einer zweimonatigen Überholung ins Dock ging.

### Westpazifik

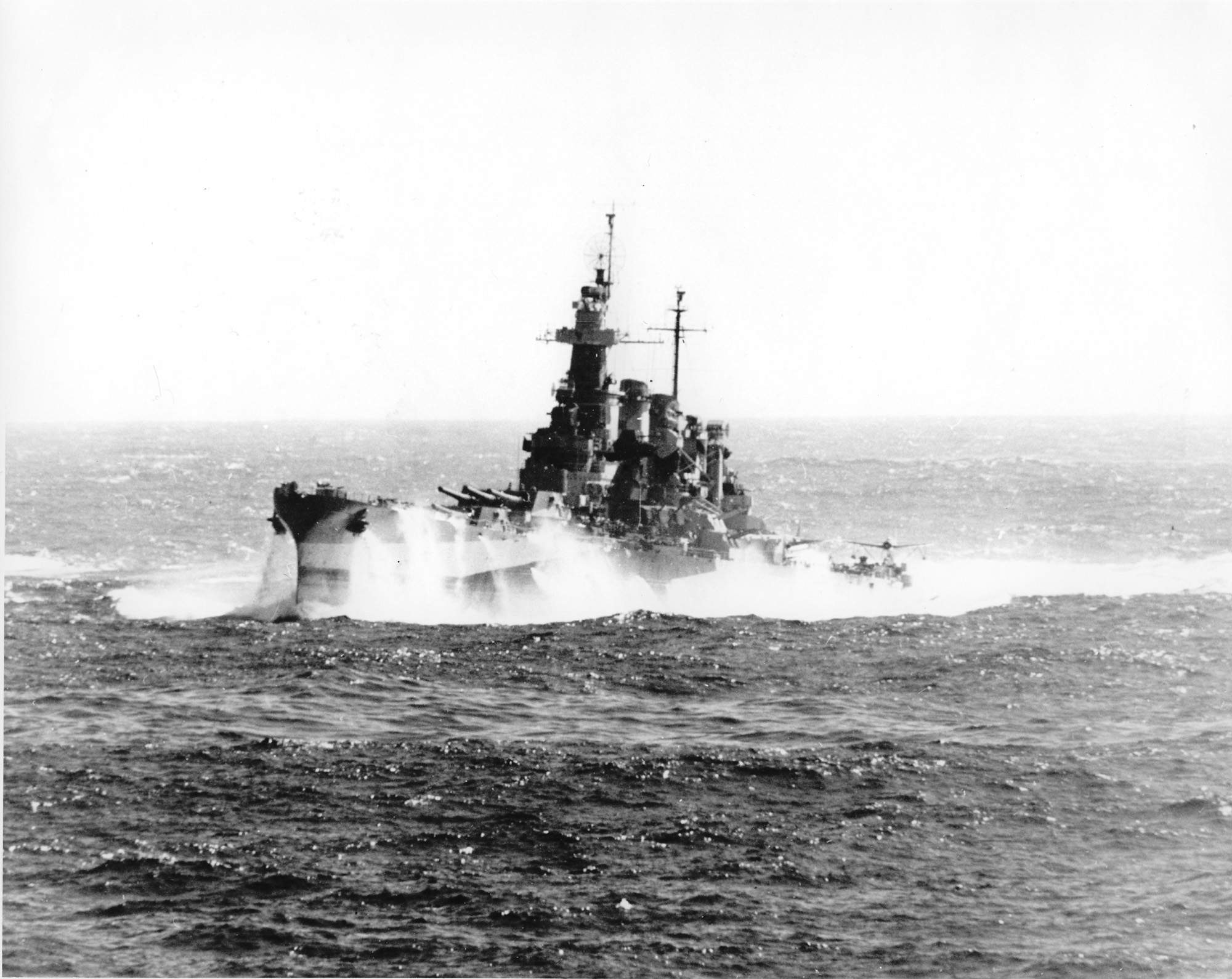
Die North Carolina in schwerer See, Dezember 1944

Am 1. Oktober waren die Arbeiten an der North Carolina abgeschlossen und sie lief nach Süden, um vor der kalifornischen Küste und im Seegebiet um Hawaii erste Übungen durchzuführen. Am 5. November lief sie dann im Ulithi-Atoll ein, wo sie sich wieder der Flotte anschloss. Ein erster Einsatz führte das Schlachtschiff mit einigen Flugzeugträgern zu den Philippinen, wo Angriffe auf die Schifffahrt geflogen wurden. Dabei geriet der Verband am 7. und 8. November in die Ausläufer eines Taifuns, der etwa 45 Seemeilen südwestlich des Verbands vorbeizog. Am 17. November lief der Verband wieder im Ulithi-Atoll ein. Am 22. November begann ein weiterer Einsatz, die Flugzeuge der Träger Essex, Ticonderoga und Langley flogen am 25. November Angriffe gegen Ziele auf Luzon. Anfang Dezember kehrte der Verband zu seinem Liegeplatz zurück.
Am 11. Dezember 1944 lief die North Carolina mit der Task Group 38.3 aus, um die amerikanische Landung auf Mindoro zu unterstützen. Vom 14. bis zum 16. Dezember flogen die Flugzeuge der Task Force 38 massive Luftangriffe auf japanische Ziele auf den Philippinen, besonders auf Luzon. Als der Verband sich am 17. Dezember nach Osten absetzte, um Treibstoff zu bunkern, geriet er in den schweren Taifun Cobra, der drei Zerstörer kentern ließ und auf den Schiffen des Verbandes schwere Schäden anrichtete. Der Einsatz musste abgebrochen werden und die Schiffe der Task Force kehrten am 23. Dezember nach Ulithi zurück.

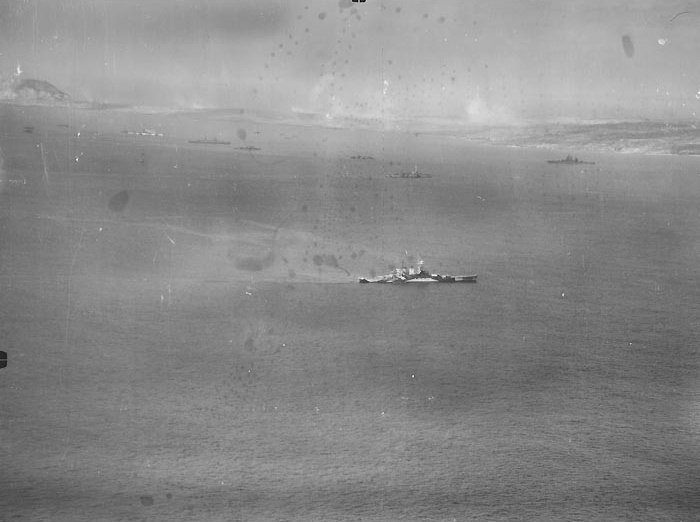
Die North Carolina vor Iwo Jima, Februar 1945

Am 30. Dezember verließ die North Carolina das Atoll in Richtung Formosa, wo sie die Luftangriffe der Task Force 38 auf japanische Ziele sicherte. Auch Ziele in Indochina und China wurden von den Trägerflugzeugen des Verbands Anfang Januar 1945 angegriffen. Am 26. Januar kehrte die Task Force nach Ulithi zurück. Am 10. Februar lief das Schlachtschiff zusammen mit der Task Force 58 aus, Ziel war dieses Mal die japanische Hauptinsel Honshu, die ab dem 17. Februar angegriffen wurde. Am folgenden Tag lief der Verband nach Süden, um die Operation Detachment, die Landung auf Iwojima zu sichern. Am 1. März lief die North Carolina wieder in Ulithi ein. Der nächste Einsatz führte das Schiff am 14. März wieder vor die japanischen Hauptinseln, wo ab dem 18. März Luftangriffe auf Kyushu geflogen wurden. Am folgenden Tag wurde der Flugzeugträger Franklin unweit der North Carolina von einer japanischen Bombe getroffen und schwer beschädigt. Ende März begann der Verband dann, Okinawa anzugreifen, am 1. April begann die Schlacht um Okinawa. Bis zum 1. Mai lieferte das Schlachtschiff Feuerunterstützung für die Bodentruppen und sicherte die Flugzeugträger gegen Luftangriffe, dann lief die North Carolina nach Hawaii, wo sie am 9. Mai in Pearl Harbor ankerte. Vom 25. Mai bis zum 4. Juni lag das Schlachtschiff zur Reparatur im Trockendock, nach einigen Übungseinsätzen um Hawaii verließ es dann am 28. Juni die Inseln in Richtung Eniwetok, wo die North Carolina am 5. Juli eintraf. Noch am gleichen Tag lief sie mit der Task Force 59 nach Norden, wo vom 8. Juli bis zur Kapitulation Japans am 15. August 1945 Luftangriffe auf die japanischen Hauptinseln geflogen wurden.

### Nachkriegszeit und Außerdienststellung

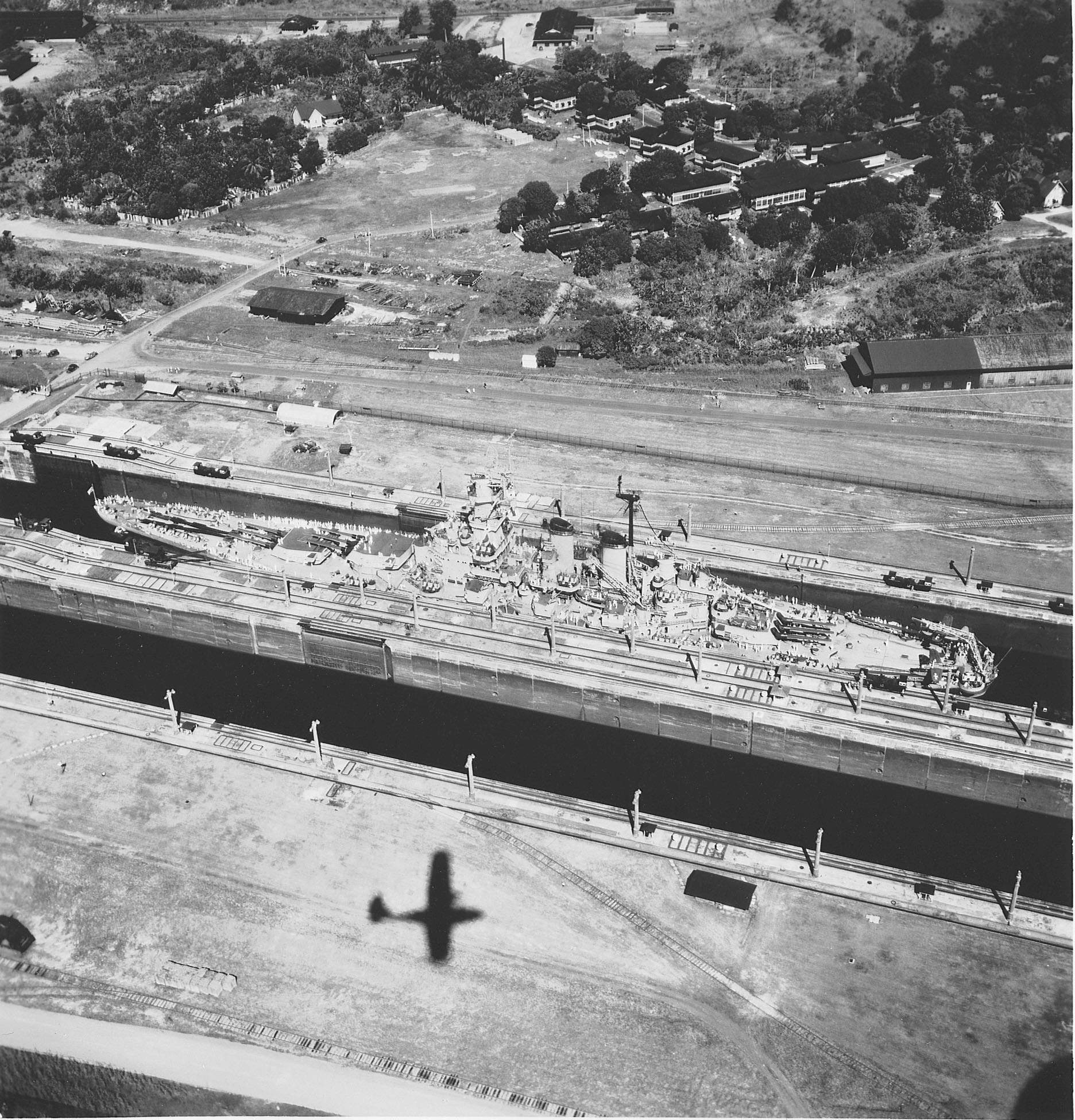
USS North Carolina in einer Schleuse des Panamakanals, 11. Oktober 1945

Bis Anfang September verblieb der Verband vor der Küste, am 5. September lief die North Carolina in die Bucht von Tokyo ein. Am nächsten Tag setzte die dann Kurs auf Hawaii, wo sie am 20. September eintraf. Fünf Tage später setzte sie zusammen mit den Flugzeugträgern Enterprise, Bataan und Monterey sowie den Schlachtschiffen Idaho, Mississippi und New Mexico Kurs auf die Panamakanalzone. Am 8. Oktober trafen die Schiffe an den Miraflores-Schleusen ein, wo sie für drei Tage ankerten. Am 11. Oktober durchquerte der Verband, dem nun auch die Ranger angehörte, den Kanal und wurden in die Atlantikflotte eingegliedert. Am 12. Oktober setzte der Verband Kurs auf die US-Ostküste, am 17. Oktober lief die North Carolina in Boston ein.
Nach einer Überholung im New York Naval Shipyard operierte das Schlachtschiff in den Gewässern vor Neuengland und diente unter anderem als Schulschiff für Kadetten der United States Naval Academy. Am 27. Juni 1947 wurde die North Carolina außer Dienst gestellt und der Reserveflotte in Bayonne, New Jersey, überstellt.

### Museumsschiff

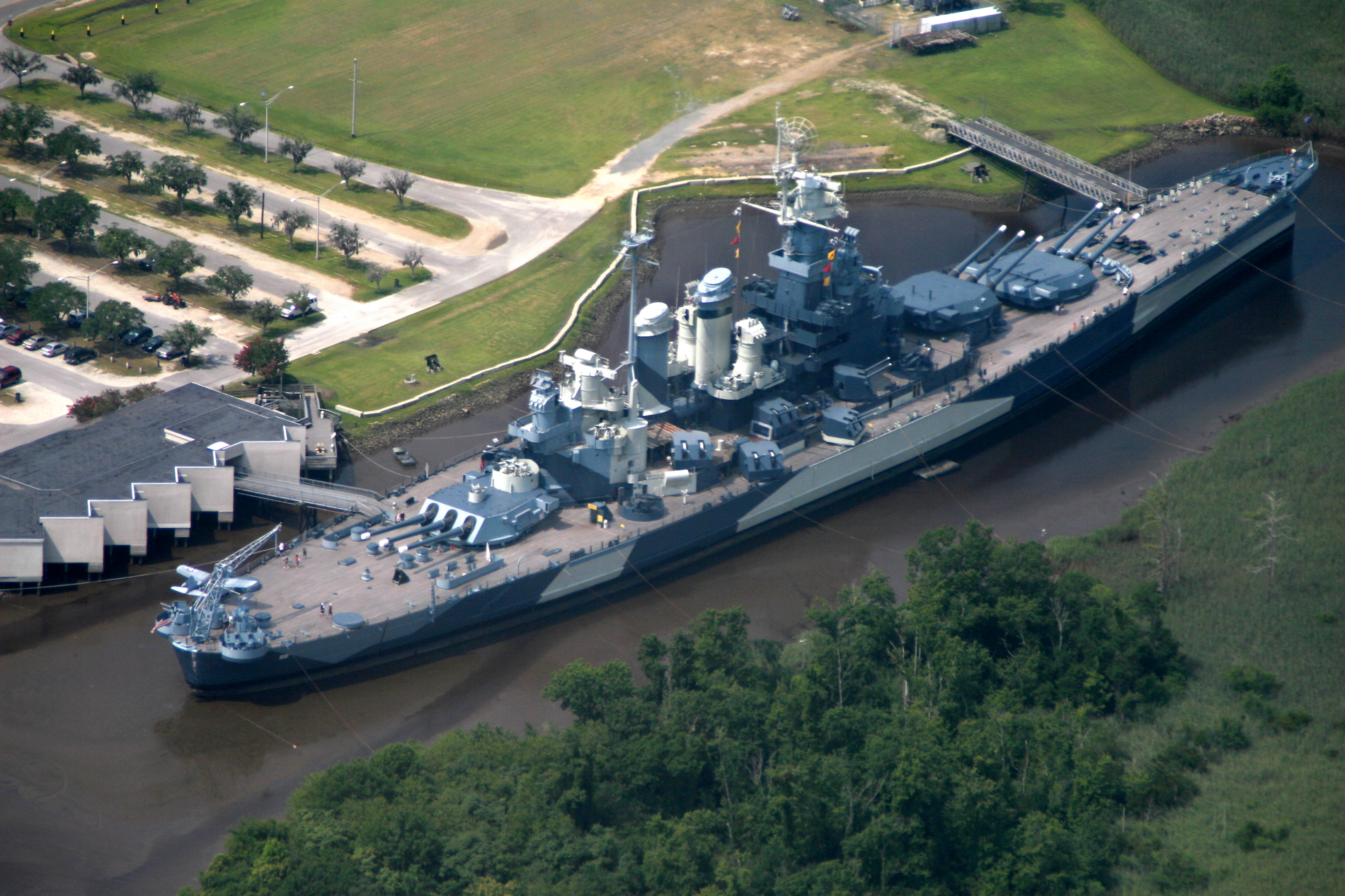
USS North Carolina als Museumsschiff am Ufer des Cape Fear River

1958 wurde angekündigt, dass das Schiff verschrottet werden sollte, worauf sich im namensgebenden US-Bundesstaat eine Bürgerinitiative bildete, die das ehemalige Schlachtschiff als Museumsschiff erhalten wollte. Nach der erfolgreichen Sammlung von Spenden wurde das Schiff der USS North Carolina Battleship Commission überstellt. Am 1. Juni 1960 wurde die North Carolina aus den Schiffsregistern der Marine gestrichen, am 6. September wurde das ausgemusterte Kriegsschiff dem Staat North Carolina überschrieben. Ende September wurde das Schiff von Bayonne nach Wilmington geschleppt, wo es am 2. Oktober 1961 an seinem heutigen Liegeplatz am Ufer des Cape Fear River festgemacht wurde. Am 29. April 1962 wurde das Schiff als Museumsschiff der Öffentlichkeit zugänglich gemacht.